# Pointe Michel Ground
Pointe Michel Ground – to wielofunkcyjny stadion w Pointe Michel na Dominice. Obecnie używany głównie dla meczów piłki nożnej oraz zawodów lekkoatletycznych. Stadion może pomieścić 1 000 widzów.